# Ernest Muçi
Ernest Muçi (Tirana, 2001. március 19. –) albán válogatott labdarúgó, a lengyel Legia Warszawa középpályása.

## Pályafutása

### Klubcsapatokban
Muçi az albán fővárosban, Tiranaban született. Az ifjúsági pályafutását a helyi Tirana akadémiájánál kezdte.
2018-ban mutatkozott be a Tirana másodosztályban szereplő felnőtt csapatában. Először a 2018. január 28-ai, Shkumbini ellen 3–0-ra megnyert mérkőzés 56. percében, Bedri Greca cseréjeként lépett pályára. Első gólját 2018. március 3-án, a Shënkolli ellen 4–1-es győzelemmel zárult találkozón szerezte meg. A 2017–18-as szezonban feljutottak az első osztályba, majd a 2019–20-as idényben a bajnoki címet is megnyerték.
2021. február 23-án ötéves szerződést kötött a lengyel első osztályban érdekelt Legia Warszawa együttesével. 2021. február 27-én, a Górnik Zabrze ellen 2–1-re megnyert bajnoki félidejében, Rafael Lopest váltva debütált. 2021. július 24-én, a Wisła Płock ellen 1–0-ra megnyert mérkőzésen Muçi szerezte a győztes gólt.

### A válogatottban
Muçi az U19-es és az U21-es korosztályú válogatottakban is képviselte Albániát.
2021-ben debütált a felnőtt válogatottban. Először a 2021. november 15-ei, Andorra ellen 1–0-ra megnyert VB-selejtező 57. percében, Taulant Seferi cseréjeként lépett pályára.

## Statisztikák
2023. február 24. szerint
| Klub           | Szezon   | Osztály             | Bajnokság | Bajnokság | Kupa és Ligakupa | Kupa és Ligakupa | Nemzetközi | Nemzetközi | Összesen | Összesen |
| Klub           | Szezon   | Osztály             | Meccs     | Gól       | Meccs            | Gól              | Meccs      | Gól        | Meccs    | Gól      |
| -------------- | -------- | ------------------- | --------- | --------- | ---------------- | ---------------- | ---------- | ---------- | -------- | -------- |
| Tirana         | 2017–18  | Kategoria e Parë    | 11        | 3         | 0                | 0                | —          | —          | 11       | 3        |
| Tirana         | 2018–19  | Kategoria Superiore | 8         | 1         | 3                | 0                | —          | —          | 11       | 1        |
| Tirana         | 2019–20  | Kategoria Superiore | 20        | 7         | 7                | 5                | —          | —          | 27       | 12       |
| Tirana         | 2020–21  | Kategoria Superiore | 20        | 5         | 2                | 2                | 3          | 0          | 25       | 7        |
| Tirana         | Összesen | Összesen            | 59        | 16        | 12               | 7                | 3          | 0          | 74       | 23       |
| Legia Warszawa | 2020–21  | Ekstraklasa         | 6         | 0         | 1                | 0                | —          | —          | 7        | 0        |
| Legia Warszawa | 2021–22  | Ekstraklasa         | 24        | 4         | 4                | 1                | 8          | 1          | 36       | 6        |
| Legia Warszawa | 2022–23  | Ekstraklasa         | 21        | 3         | 3                | 1                | —          | —          | 24       | 4        |
| Legia Warszawa | Összesen | Összesen            | 51        | 7         | 8                | 2                | 8          | 1          | 67       | 10       |
| Összesen       | Összesen | Összesen            | 110       | 23        | 20               | 9                | 11         | 1          | 143      | 33       |

### A válogatottban
| Válogatott | Év       | Pályára lépés | Gól |
| ---------- | -------- | ------------- | --- |
| Albánia    | 2021     | 1             | 0   |
| Albánia    | 2022     | 1             | 0   |
| Összesen   | Összesen | 2             | 0   |

## Sikerei, díjai
Tirana
- Kategoria e Parë
  - Feljutó (1): 2017–18

- Kategoria Superiore
  - Bajnok (1): 2019–20

- Albán Kupa
  - Döntős (2): 2018–19, 2019–20

- Albán Szuperkupa
  - Döntős (1): 2020–21

Legia Warszawa
- Ekstraklasa
  - Bajnok (1): 2020–21

- Lengyel Kupa
  - Győztes (1): 2022–23

- Lengyel Szuperkupa
  - Döntős (1): 2022